# Фред Вейт
Фредерік Текумсе Вейт (англ. Frederick Tecumseh Waite, також знаний під прізвиськом «Ривок» (Dash); 23 вересня 1853, форт Арбакл, округ Гарвін, Індіанська територія, США — 24 вересня 1895, Оклахома, США) — американський ковбой і ганфайтер індіанського походження. Один з бійців «Регуляторів», окружного загону, сформованого під час Війни в окрузі Лінкольн. Під час цього конфлікту брав участь у нападі на шерифа Вільяма Брейді, у перестрілці у Блейзерс-Мілл, а також у Битві за Лінкольн. Після закінчення війни деякий час був одним із членів банди Біллі Кіда. Також знаний тим, що у середині 1880-х років був обраний сенатором народу чикасо, а згодом призначений Генеральним прокурором і Національним секретарем чикасо.

## Ранні роки
Народився у форті Арбакл у 1853 році і походив з племені чикасо, одного з П'яти цивілізованих племен, які насильно переселили у спеціально створені для них резервації на території сучасного штату Оклахома. Своє друге ім'я, Текумсе, отримав на честь одного з великих індіанських вождів. Фред був сином Кетрін Вейт (уродженої Макклюр) і Томаса Флетчера Вейта. Його батько був фермером і власником універсального магазину на поштовій станції, розташованій на Індіанській території, на південний схід від Паулс Валлі. Його мати була змішаної раси, а його бабусею та дідусем по материнській лінії були Ела «Еллен» Тіча (індіанка-чикасо) та преподобний А. Дж. Макклюр, англійський місіонер, який служив на території Індії. Під час Громадянської війни сім'я Вейтів підтримувала Союз. Коли солдати Конфедерації вдерлися на територію чикасо, Вейти втекли до резервації Сак і Фокс у Канзасі. Після війни вони повернулися назад.
Батько відправив Фреда до школи при Іллінойському індустріальному університеті (Шампейн, Іллінойс) для навчання європейсько-американському способу життя. Згодом Фред переїхав до Сент-Луїса, штат Міссурі, де у 1874 році закінчив Комерційний коледж Маунд-Сіті. Після смерті батька повернувся до форту Арбакл, де керував сімейним магазином і бригадою з тридцяти ковбоїв на ранчо, яке налічувало близько тисячі голів великої рогатої худоби.

## Війна в окрузі Лінкольн

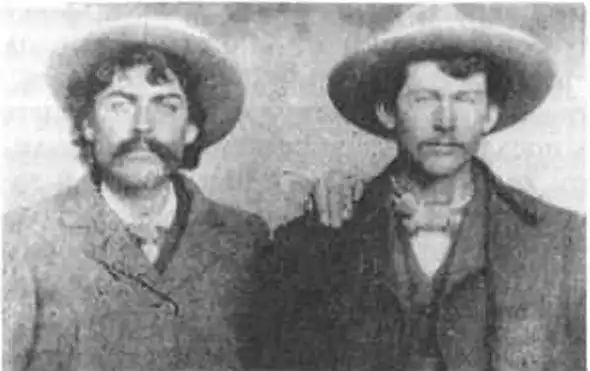
«Регулятори» Фред Вейт (ліворуч) і Генрі Ньютон Браун, прибл. 1878

У 1875 році Фред покинув Індіанську територію, спочатку попрямував до Колорадо. Приблизно у 1877 році переїхав до округу Лінкольн, Нью-Мексико, де влаштувався працювати ковбоєм на ранчо великого скотаря Джона Чизума; пізніше перейшов на роботу до англійця Джона Танстелла. Танстелл, використовуючи Закон про пустельні землі (Desert Land Act), планував заявити права на якомога більшу кількість ділянок з джерелами прісної води, тим самим отримавши контроль над усіма пасовищами в окрузі, а також побудувати скотарське ранчо, відкрити універсальний магазин і банк. На той час округ політично й економічно контролювався Лоренсом Мерфі та Джеймсом Доланом, ірландськими підприємцями, які володіли там єдиним на той момент магазином і займалися скуповуванням краденої худоби. Джон Танстелл, побоюючись нападу конкурентів, найняв для охорони своєї худоби людей, до яких увійшов і Фред Вейт. Одним із ковбоїв, які працювали на Танстелла, також був Вільям Генрі Маккарті, більш відомий як Біллі Кід. Компанія Мерфі та Долана найняла як бойовиків банду Джессі Еванса та загін фермерів, відомий як «Воїни семи річок». Крім того, Джеймс Долан зміг підкупити представників закону, зокрема шерифа Вільяма Брейді. Фракції були розділені за етнічною та релігійною ознакою: люди Мерфі були в основному католиками-ірландцями, а Танстелл та його союзники — англійськими протестантами. Суперництво між компанією Мерфі та Долан і Джоном Танстеллом незабаром призвело до серії озброєних конфліктів, які увійшли в історію як Війна в окрузі Лінкольн.
18 лютого 1878 року Танстелл без охорони бандитами випадково натрапив на підісланих шерифом Брейді, і вбитий членами банди Еванса Біллом Мортоном і Томом Гіллом. Долан і Брейді припускали, що усунення конкурента одразу зніме проблему, але цей інцидент розв'язав війну між фракціями. Люди Танстелла звернулися до мирового судді Вілсона, який виписав ордери на арешт винних. Констебль Атанасіо Мартінес разом з Біллі Кідом і Фредом Вейтом вирушили до Долана, але Брейді, який знаходився там, відмовився видати своїх людей, на додаток, він заарештував Мартінеса, Кіда та Вейта. Мартінеса шериф відпустив за кілька годин, а Вейта та Кіда — через дві доби, протягом яких Брейді та його помічники жорстоко поводилися з затриманими. Після цього ковбої Танстелла, вже не сподіваючись на допомогу закону, об'єдналися в загін «Регулятори» (Regulators), щоб помститися вбивцям Танстелла. Основними бійцями загону були Дік Брюер, Біллі Кід, Док Скарлок, Чарлі Боудрі, Хосе Чавес-і-Чавес, «Брудний Стів» Стівенс, Джон Міддлтон, Френк Макнаб, Генрі Ньютон Браун, Том О'Фолльренк і двоюрідні брати Джордж і Френк Коу. Юридично всі вони були помічниками мирового судді Вілсона. Брюер очолив загін, оскільки був найдосвідченішим.
У складі «Регуляторів» Фред Вейт брав участь у нападі на шерифа Брейді 1 квітня 1877 року в Лінкольні, унаслідок якого Брейді був убитий на місці, отримавши близько дюжини вогнепальних поранень, а заступник шерифа Джордж В. Гіндман — смертельно поранений. Крім цього, в перестрілці, що зав'язалася, суддя Вілсон випадково отримав поранення від кулі, він мирно працював біля свого будинку. 18 квітня на судовому розгляді в Лінкольні у вбивстві Брейді звинуватили Генрі Ньютона Брауна, Джона Міддлтона та Біллі Кіда; Фреда Вейта звинуватили у вбивстві Гіндмана.
Вейт брав участь у перестрілці у Блейзерс-Мілл 4 квітня 1877 року, в якій «Регулятори» атакували та смертельно поранили члена банди Еванса Ендрю «Картеч» Робертса, у сутичку у Сан-Патрісіо 27 червня 1877 року, коли «Регулятори» (безрезультатно) напали на невеликий загін помічника шерифа Джона Лонга, а також у Битві за Лінкольн.
За час перебування в загоні «Регуляторів» на Вейта було видано один окружний і два федеральні ордери на арешт, і його офіційно оголосили поза законом.

## У банді Кіда
Після поразки у Битві за Лінкольн «Регулятори», які вижили, сформували загін, який став знаний як банда Біллі Кіда. Крім Фреда та самого Кіда кістяк банди склали Док Скарлок, Хосе Чавес-і-Чавес, Генрі Браун, Джим Френч, Том О'Фолльярд і Чарлі Боудрі. Бандити переважно займалися набігами на худобу.

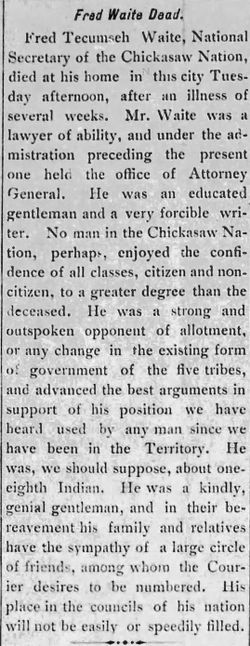
Стаття про смерть Фреда Вейта у газеті «The Alliance Courier» (Ардмор, Оклахома, США) від 27 вересня 1895 року

5 серпня 1878 року при спробі викрасти коней з резервації мескалеро банда вчинила вбивство індіанського агента Джо Моріса Бернштейна, після чого ледве врятувалася від переслідувачів. Його смерть традиційно приписали Біллі Кіду, хоча Кід пізніше стверджував, що смертельний постріл здійснив хтось інший.

## Повернення на Індіанську територію та державна служба

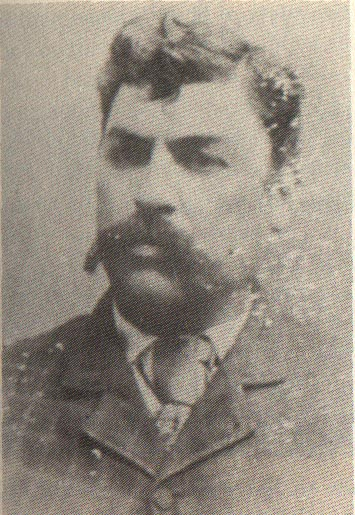
Фред Вейт, прибл. 1890

У 1880 році у віці 27 років Фред Вейт покинув банду та повернувся на Індіанську територію. Він оселився в долині Вашита, де купив ранчо і 1 грудня 1881 створив сім'ю, одружившись з Мері Елсі Томпсон.
З того часу він став законослухняним громадянином. На Індіанській території Фред деякий час займався скотарством, спробував себе як редактор місцевої газети, а потім став служити правоохоронцем у лавах Індіанської поліції США. Він також почав брати участь у політичному житті чокто та чикасо. Вейт став делегатом міжплемінної конференції, був обраний до Палати представників чикасо, а пізніше — до Сенату чикасо. Працюючи представником, його було обрано на три сесії спікером Палати. Пізніше отримав призначення від Ради та вождя племені Генеральним прокурором народу чикасо, а через деякий час обійняв посаду Національного секретаря народу чикасо. Існує інформація про те, що, перебуваючи на посаді Національного секретаря, Вейт мав намір балотуватися на посаду Губернатора народу чикасо. Був рішучим і відвертим противником розподілу земель Індіанської Території або будь-якої зміни чинної форми правління П'яти племен.

## Смерть
Фред Вейт помер 24 вересня 1895 року після кількох тижнів хвороби від ускладнень, викликаних ревматизмом, у віці 42 років. Похований на цвинтарі Паулс Валлі, округ Гарвін, Оклахома, США.

## Виноски
1. ↑  Вважається, що у нападі брали участь Джим Френч, Френк Макнаб, Джон Міддлтон, Фред Вейт, Генрі Браун, Біллі Кід і, ймовірно, Хосе Чавес-і-Чавес[12].
2. ↑  Браун і Френч залишили банду восени 1878-го[17][18], Скарлок — в августе 1879 года[19].
3. ↑  Вбиті «Регуляторами» протягом усього їхнього існування зазвичай приписувалися Біллі Кіду, але більшість істориків згодні з тим, що неможливо встановити справжнього убивцю, оскільки всі жертви загинули у перестрілці, при цьому передбачається, що більшість «Регуляторів» стріляли одночасно[21].